# Муньос Дегран, Антонио
Антонио Муньос Дегран (исп. Antonio Muñoz Degrain; 18 ноября 1840[…], Валенсия — 12 октября 1924[…], Малага, Андалусия) — испанский художник. Начав с академических полотен, в дальнейшем выработал свой собственный стиль, находившийся под влиянием импрессионизма. Ректор мадридской академии художеств (Королевской академии Сан-Фернандо; 1901—1913). 

## Биография
Родился в 1840 году в Валенсии в семье часовщика. Учился живописи в валенсийской Академии изящных искусств Сан-Карлос, а затем для продолжения образования отправился в Рим, не получив стипендии. В Риме вёл богемный образ жизни, но был стеснён в средствах, и, исчерпав их, вынужден был вернуться обратно в Испанию.
В 1862 году впервые представил свою картину («вид Пиренеев») на испанской Национальной выставке изящных искусств. Картина Муньоса удостоилась «почётного упоминания» художественного жюри, после чего Муньос стал частым экспонентом ежегодных Национальных выставок.
В 1870 году участвовал в росписи потолка зала городского театра Сервантеса в Малаге.
В 1878 году за картину «Королева Изабелла дарит свои драгоценности Колумбу» был награждён большим крестом ордена Карлоса III.
В 1882 году совершил вторую поездку в Рим, на этот раз, на государственную стипендию, и оставался там в течение двух лет. По возвращении он получил первую премию на Национальной выставке за сцену из «Влюбленных из Теруэля».
В конце 1890-х годов стал профессором кафедры пейзажной живописи в Королевской академии изящных искусств Сан-Фернандо в Мадриде. В 1901 году стал ректором академии и занимал эту должность около 12 лет, вплоть до 1913 года, когда вышел на пенсию.
Скончался в Малаге в 1924 году, завещав многие свои полотна валенсийской Академии изящных искусств Сан-Карлос и Музею изящных искусств Валенсии, где они хранятся и сегодня.
В Валенсии и Малаге ему установлены памятники.

## Галерея

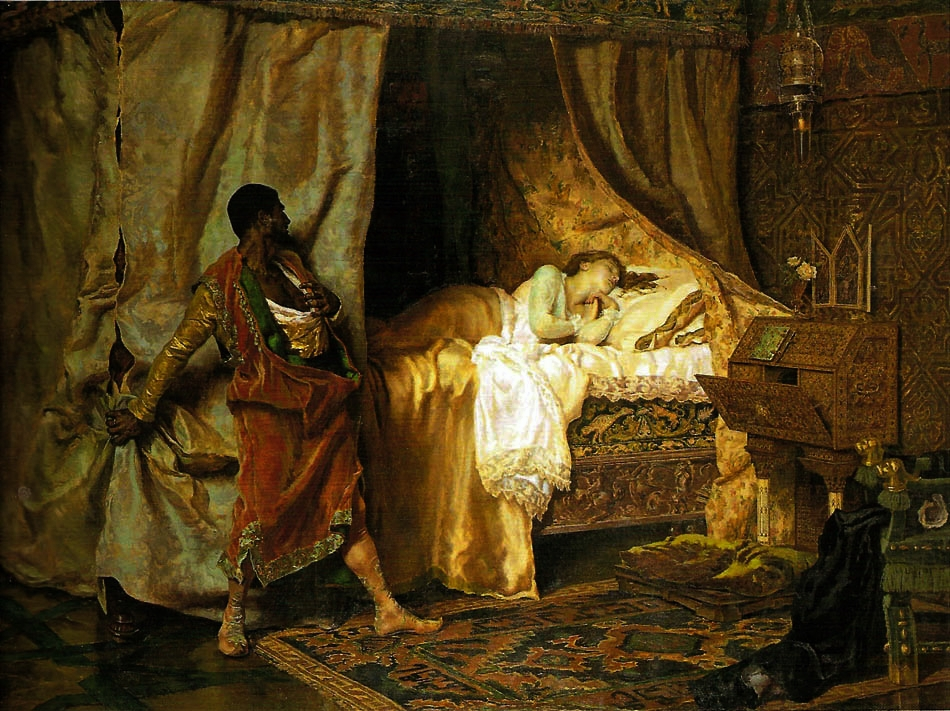
Отелло и Дездемона (1880)
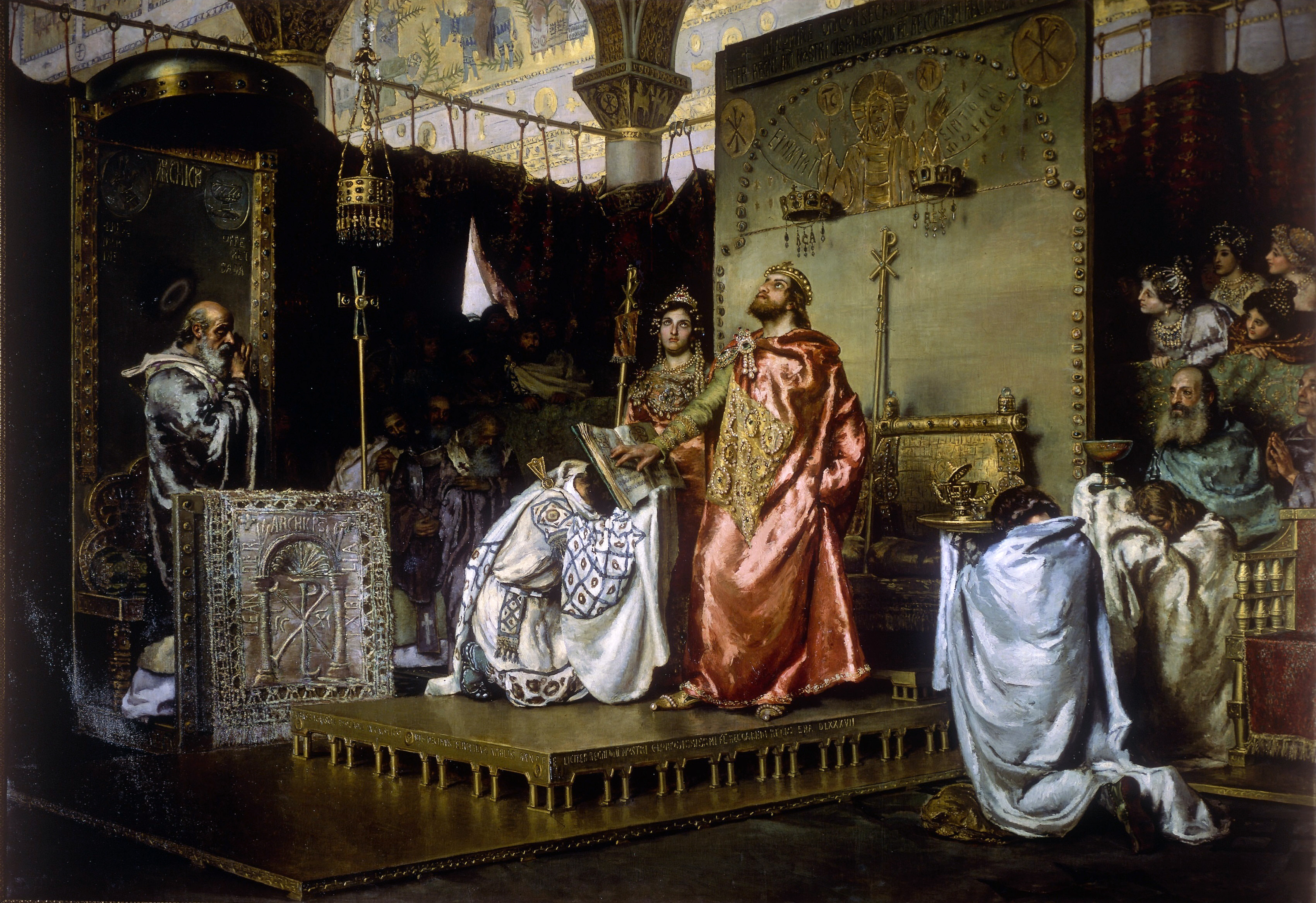
Король вестготов Реккаред I переходит из арианства в ортодоксальное христианство (1888)
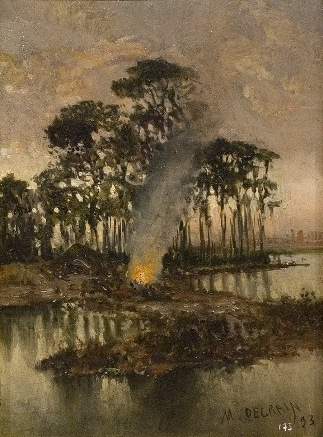
Берег Тибра (1893)
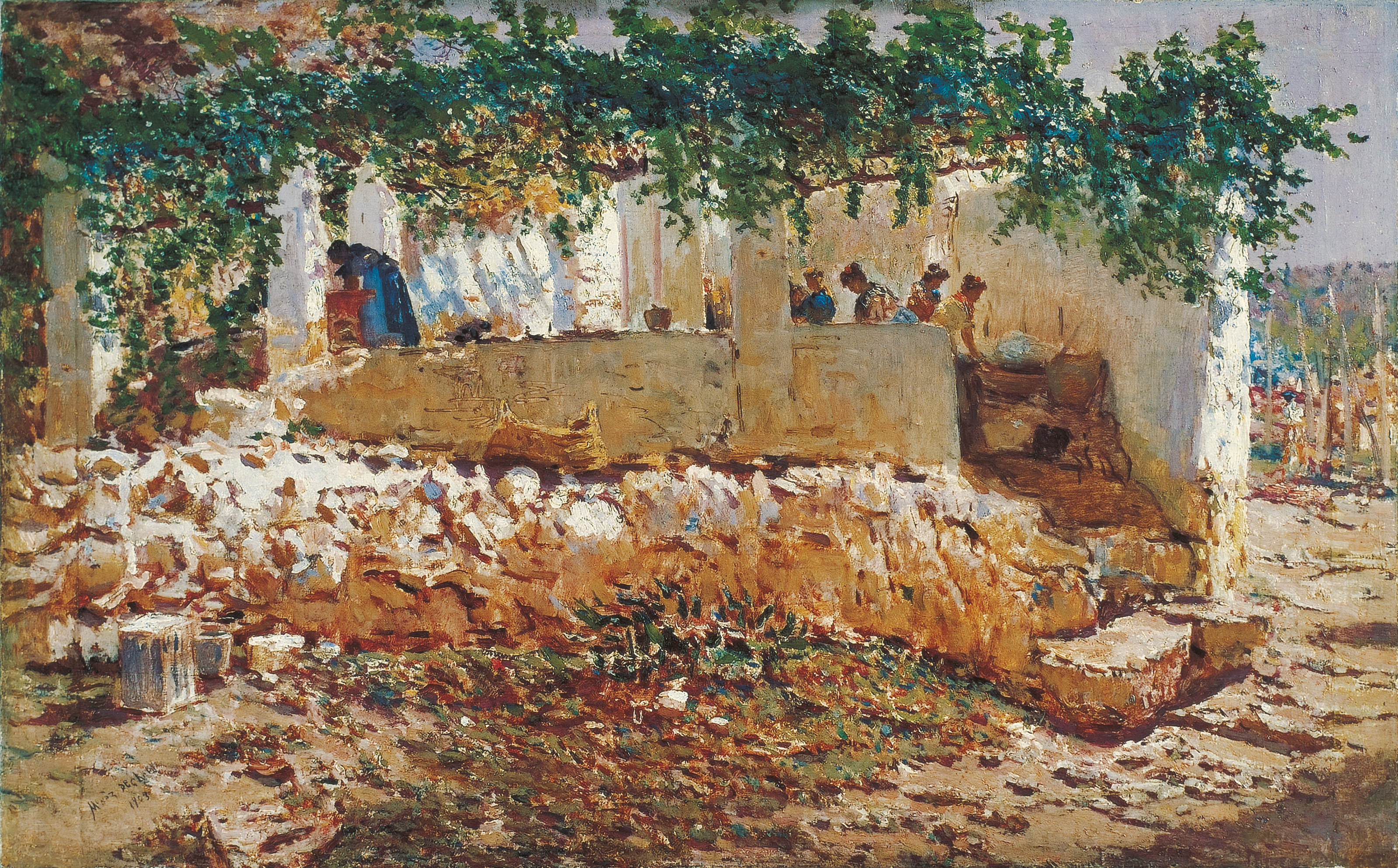
Прачки (1903)
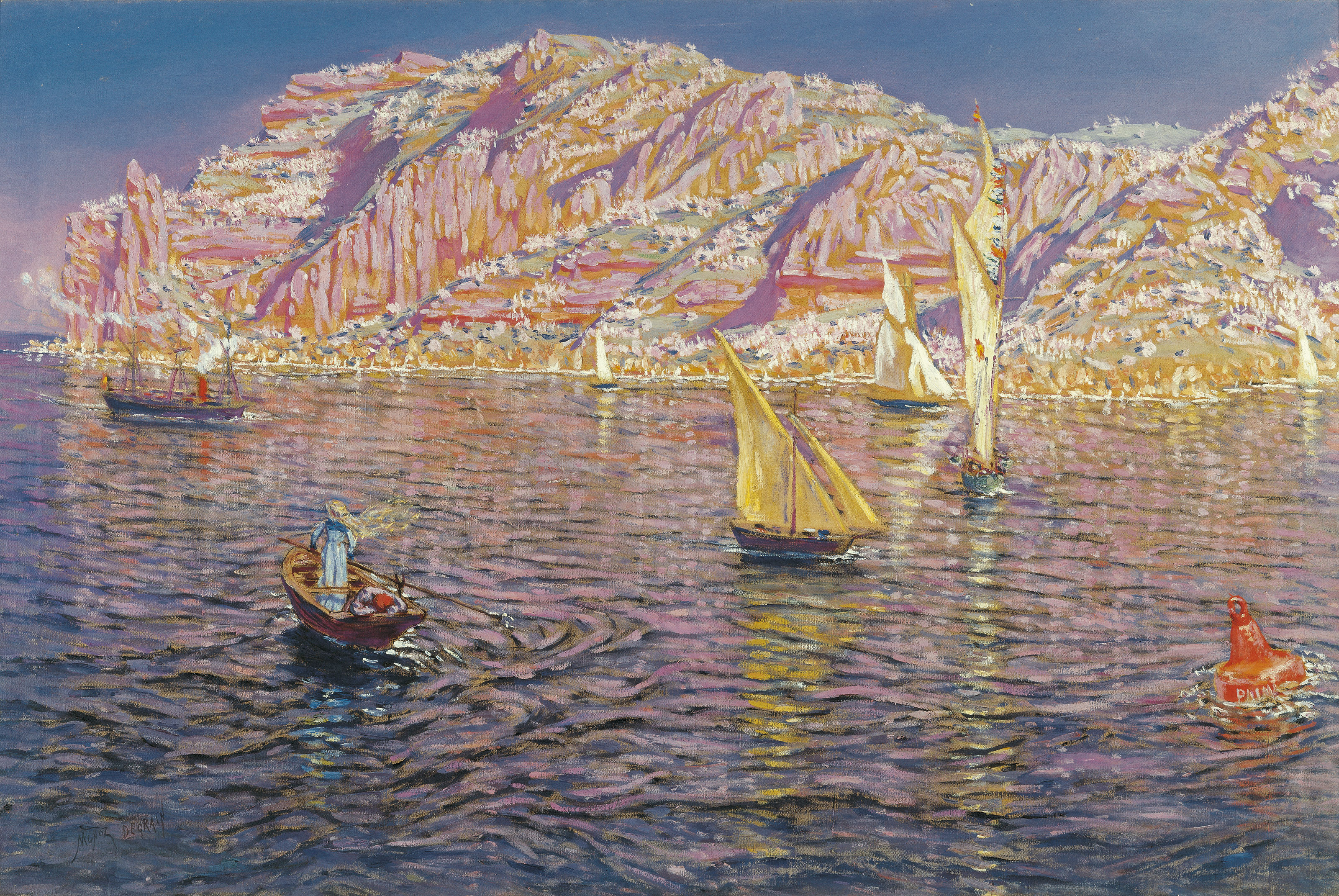
Вид с моря на город Пальма-де-Мальорка  (ок. 1910)
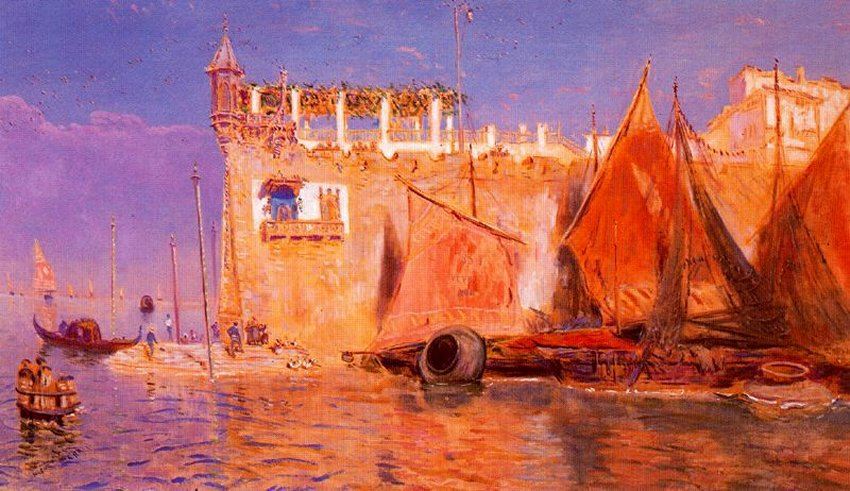
Уголок Венеции (1914)
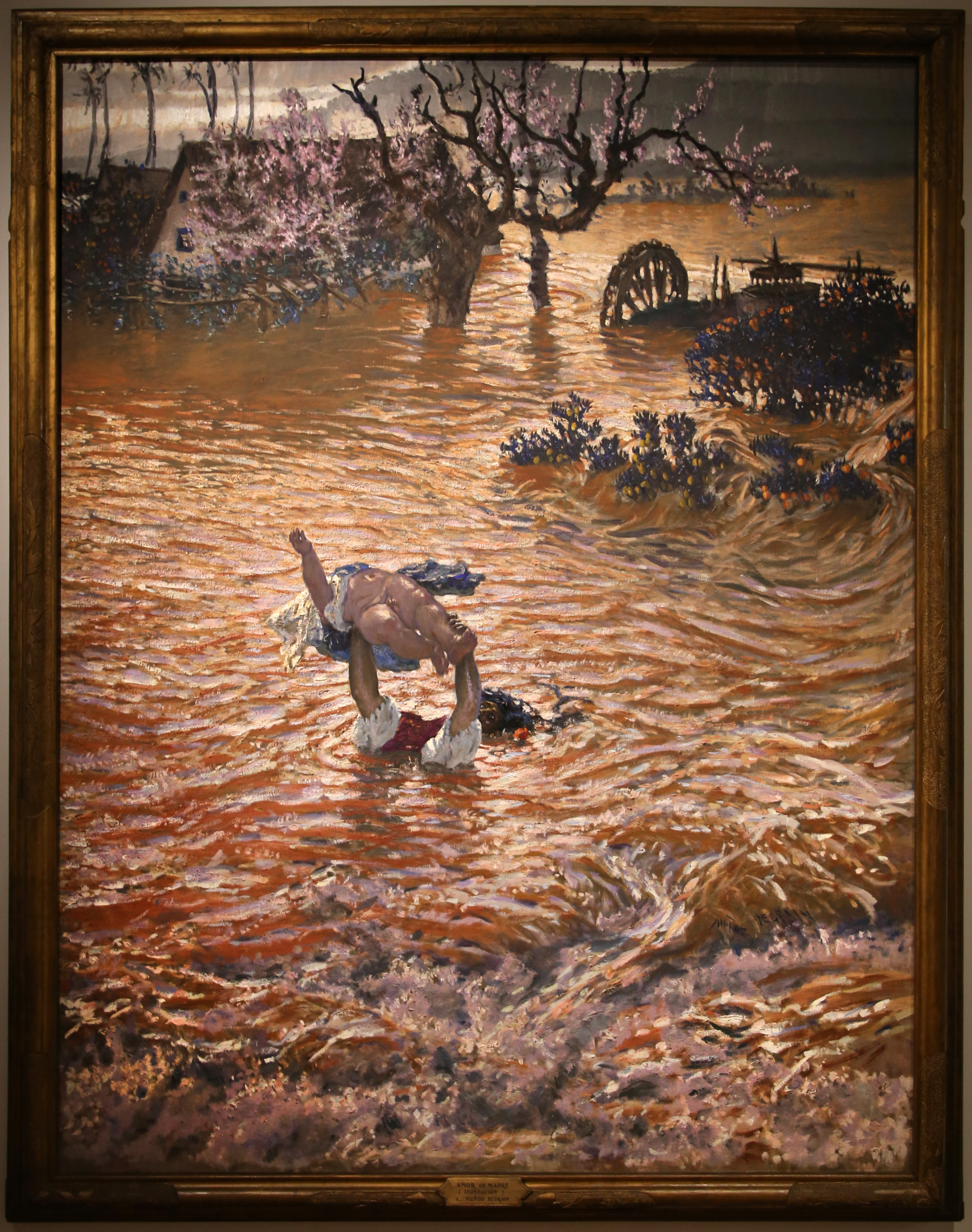
Материнская любовь
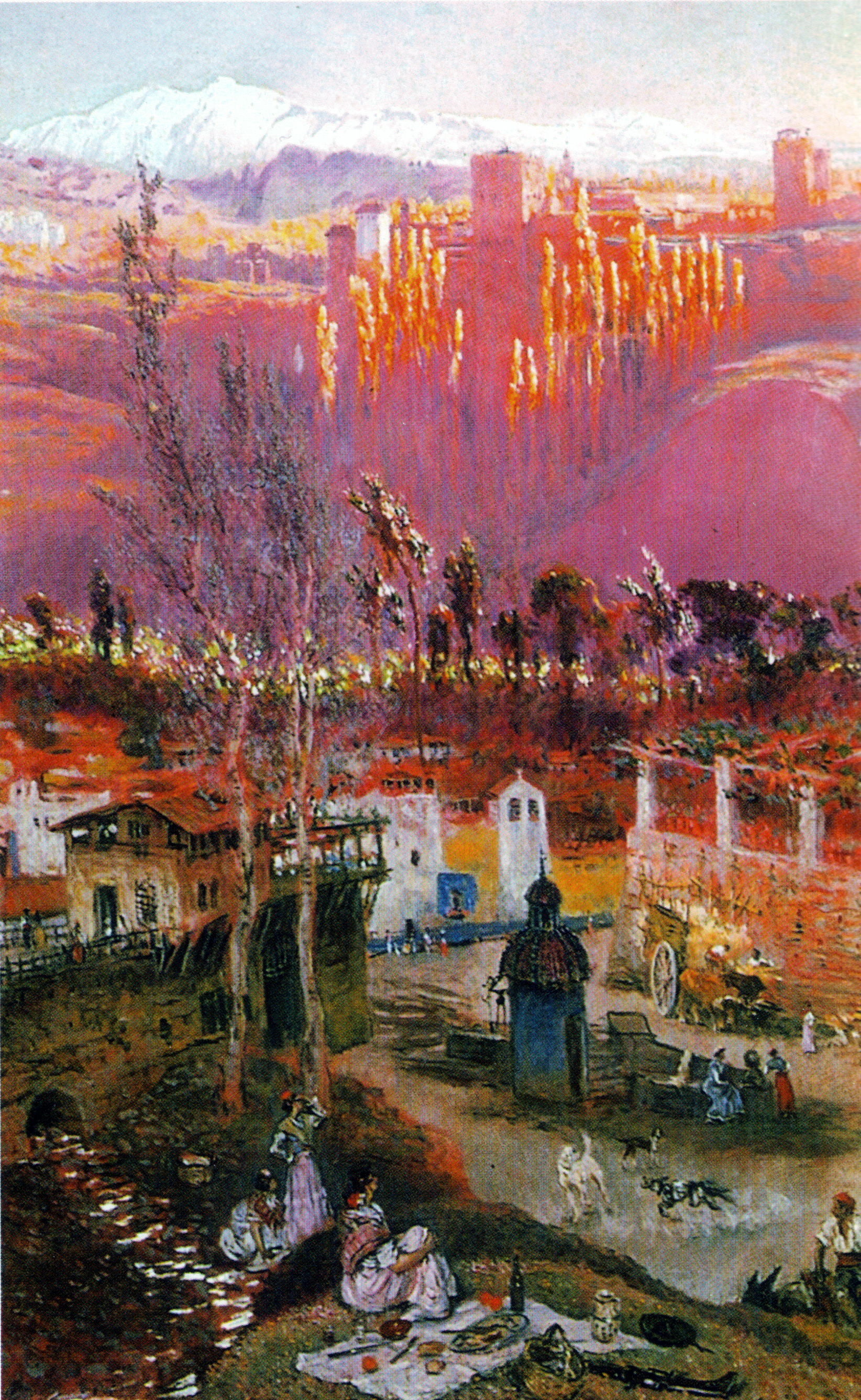
Вид на Альгамбру
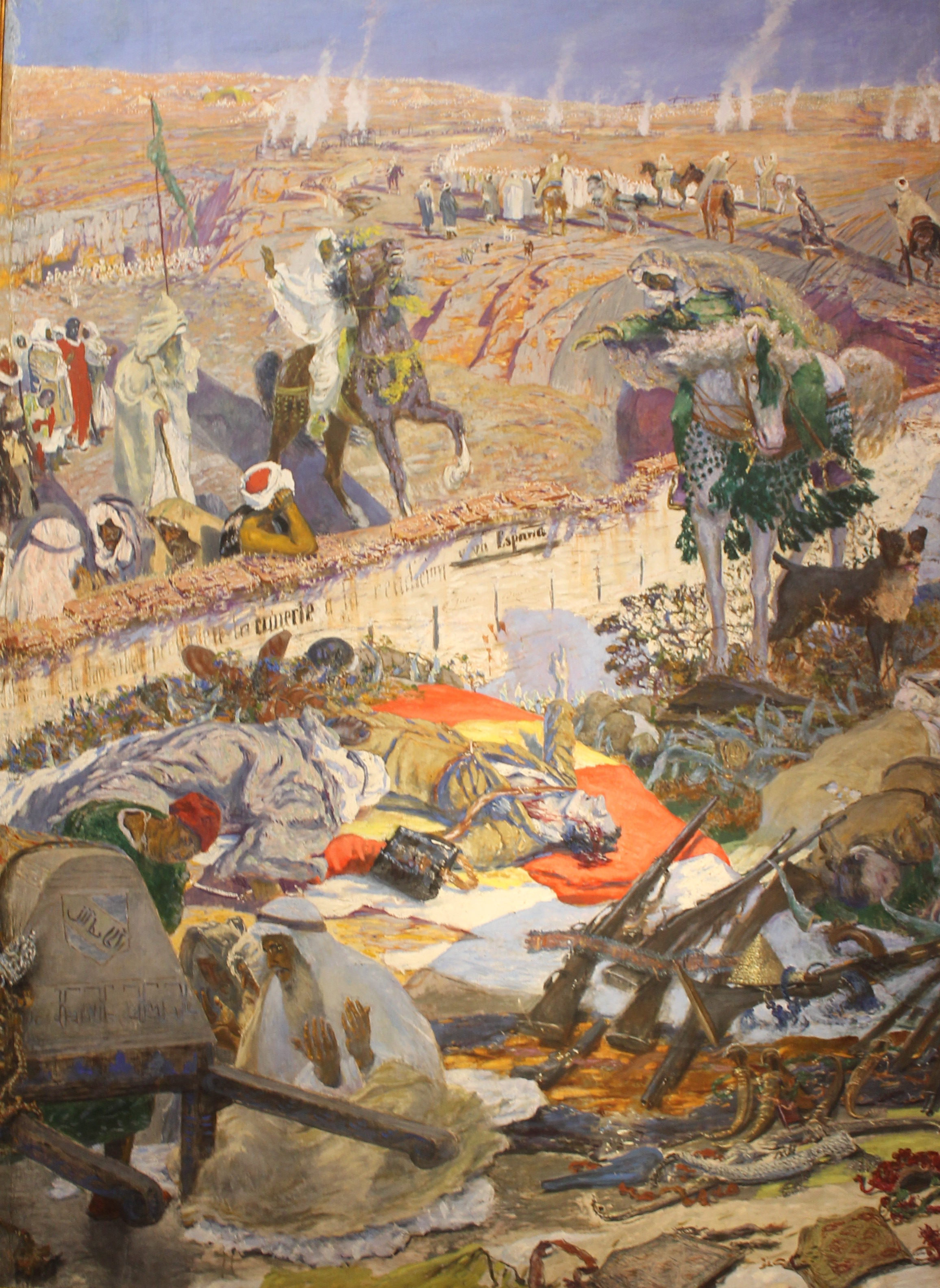
Работа, посвящённая испанским солдатам, погибшим в Северной Африке (1924)
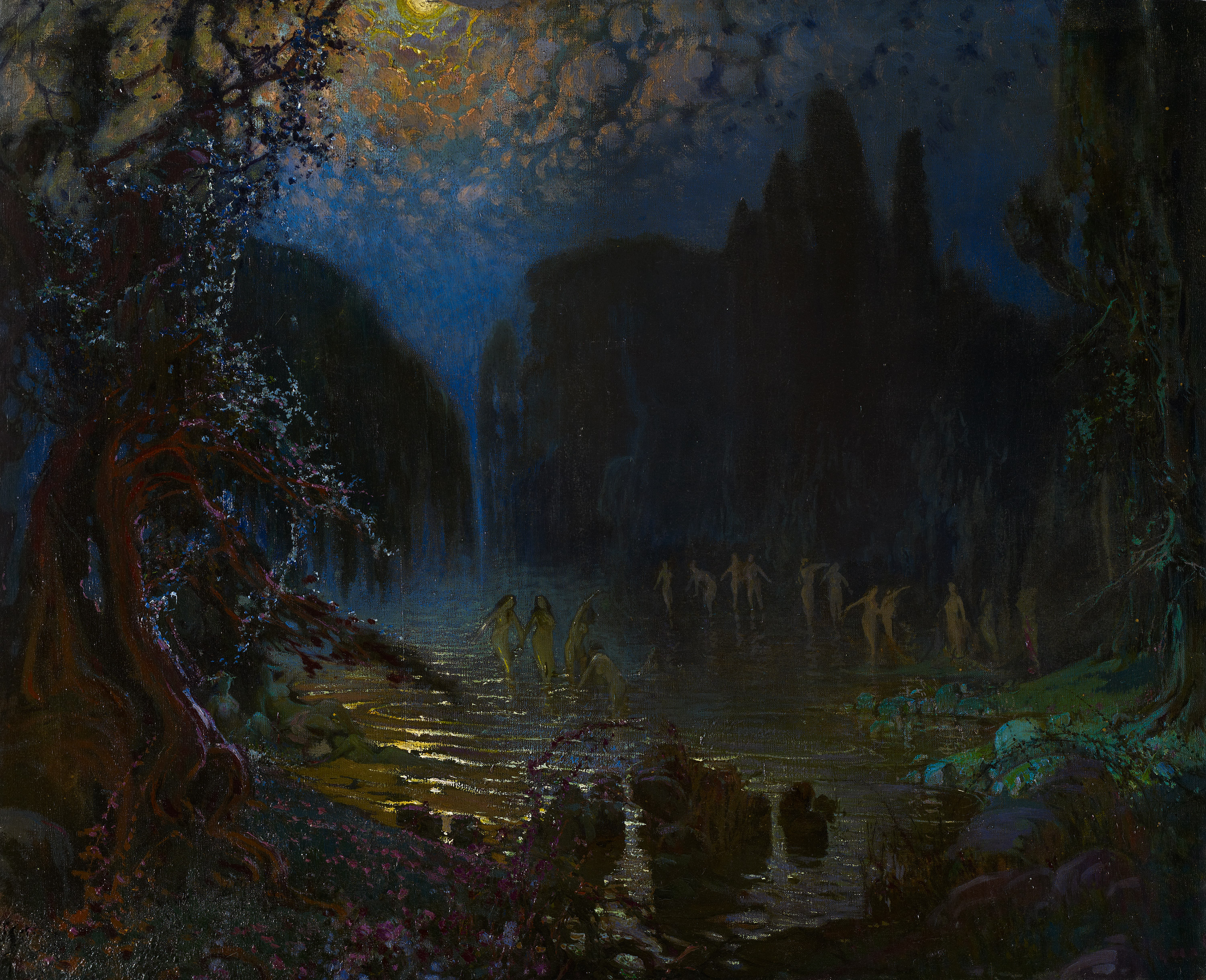
Купающиеся нимфы
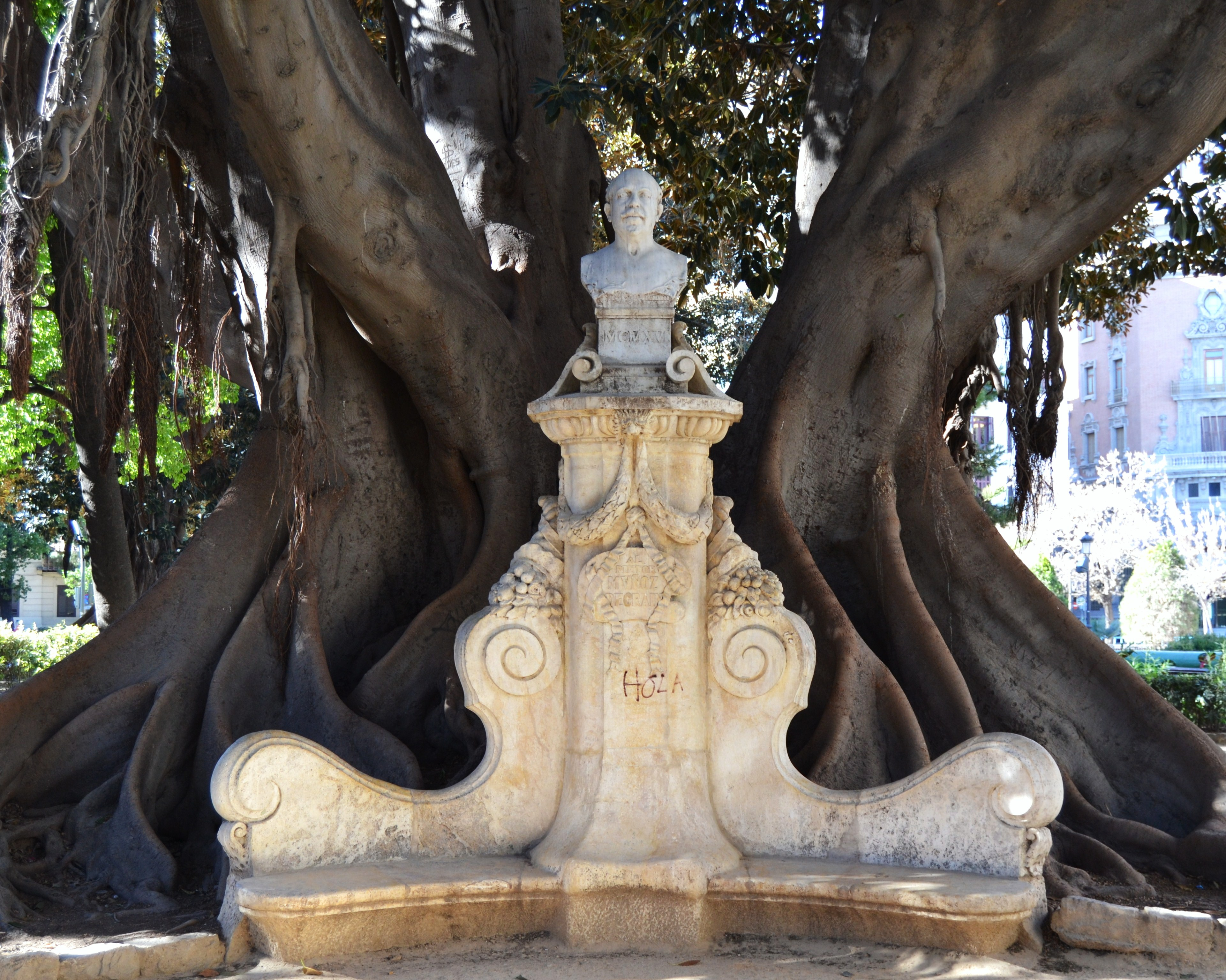
Памятник художнику в Валенсии